# Terceto de Oro
«Terceto de Oro» o «Trío de Oro» son los nombres utilizados para describir a la que fuera una de las mejores delanteras de la historia del fútbol mundial, la cual formó parte de la alineación de Club Atlético San Lorenzo de Almagro, el cual ganó el Campeonato 1946 y deslumbró al mundo en su gira por Europa entre 1946 y 1947. Estaba compuesta por Armando Farro, René Pontoni y Rinaldo Fioramonte Martino. También fueron llamados "Los Tres Mosqueteros".
Hasta la actualidad es considerado, por numerosos especialistas, como uno de los mejores tridentes ofensivos en la historia por la gran cantidad de goles anotados en sus años de actividad y, también, por la calidad futbolística que demostraron en su gira por Europa.

## Integrantes
Rinaldo Fioramonte Martino: Apodado "Mamucho", entreala izquierdo, debutó en San Lorenzo el 30 de marzo de 1941, y es el segundo goleador en la historia de San Lorenzo, detrás de José Sanfilippo. Jugó 245 partidos y marcó 164 goles. Jugó en la Selección Argentina entre 1942 y 1946, conquistó la Copa América 1945 en Chile (También integró la Selección Italiana). Se fue del club en 1948; jugó, además, en Nacional de Uruguay y en Boca Juniors.
René Pontoni: Apodado "La Chancha", centrodelantero,  debutó en San Lorenzo el 8 de abril de 1945, jugó 106 partidos y marcó 66 goles. En 1948 se rompió los ligamentos de la rodilla derecha y ya no pudo ser el mismo, pero igualmente triunfó en Colombia y en Brasil. En 1954 volvió a San Lorenzo, pero solo jugó dos partidos, por su problema en la rodilla y decidió retirase.
Armando Farro: Entreala derecho, debutó en San Lorenzo el 8 de abril de 1945, jugó 166 partidos y marcó 52 goles. Fue el más sacrificado de los tres por ser quien iba más atrás para buscar la pelota y empezar la jugada. Debutó en Banfield en 1940, en 1954 dejó San Lorenzo y partió a Ferro Carril Oeste, donde solo jugó dos partidos por una lesión.

## Campeonato de 1946
Un equipo compacto, con un fútbol parejo y vistoso, equilibrado y con individualidades que marcaron un hito en la historia del fútbol argentino. Con la terna compuesta por Farro, Pontoni y Martino, el equipo consolidó de antemano esta nueva consagración el 8 de diciembre luego de vencer por 3 a 1 a Ferro Carril Oeste con goles de Rinaldo Martino, René Pontoni y Silva.
La campaña orientada técnicamente por la dupla Diego García/Pedro Omar, recogió la suma de 46 puntos. A lo largo de 30 encuentros, San Lorenzo ganó 21 partidos, perdió 4 y empató 5.

### Plantel
Equipo Titular:
- Mirko Blazina, José Vanzini, Oscar Basso, Ángel Zubieta, Salvador Grecco y Bartolomé Colombo; Antonio Imbelloni, Armando Farro, René Pontoni, Rinaldo Martino y Oscar Silva.

También formaron parte:
- Francisco Horacio Antuña, Antonio Martínez, Francisco de la Mata, Manuel Rodríguez, Héctor Tablada, Luis Mariani, Andrés Maximiliano Peñalva, Julio Calderón, Héctor Piñeyro, Roberto S. Aballay.

### Primeras Posiciones
- San Lorenzo 46
- Boca Juniors 42
- River Plate 41
- Racing Club 39
- Estudiantes 34

### Goleadores
- Pontoni: 22
- Farro: 18
- Martino: 16
- Silva: 10
- Francisco De La Mata: 5
- Antuña: 4
- Tablada: 4
- Zubieta: 3
- Avallay: 2
- Imbellone: 2
- Mariani: 2
- Greco: 1

### Campaña
| Fecha | Rival                   | Condición | Resultado | Final    | Goles                                    |
| ----- | ----------------------- | --------- | --------- | -------- | ---------------------------------------- |
| 1.º   | Tigre                   | V         | 1 - 3     | Victoria | Antuña, Pontoni y Martino                |
| 2.º   | Independiente           | L         | 3 - 3     | Empate   | Antuña, Pontoni y Martino                |
| 3.º   | Rosario Central         | V         | 1 - 3     | Victoria | Pontoni (2), Tablada y Martino           |
| 4.º   | River Plate             | L         | 1 - 1     | Empate   | Pontoni                                  |
| 5.º   | Lanús                   | V         | 1 - 0     | Derrota  |                                          |
| 6.º   | Huracán                 | L         | 2 - 3     | Derrota  | Farro y Zubieta (pen)                    |
| 7.º   | Atlanta                 | V         | 1 - 3     | Victoria | Mariani (2) y Antuña                     |
| 8.º   | Chacarita Juniors       | L         | 4 - 3     | Victoria | De la Mata (2), Antuña y Pontoni         |
| 9.º   | Racing Club             | V         | 2 - 2     | Empate   | Farro y Tablada                          |
| 10.º  | Newell's Old Boys       | L         | 2 - 1     | Victoria | Pontoni y Tablada                        |
| 11.º  | Platense                | V         | 0 - 0     | Empate   |                                          |
| 12.º  | Estudiantes de La Plata | L         | 4 - 1     | Victoria | Martino, Tablada, Farro y Zubieta (pen)  |
| 13.º  | Boca Juniors            | V         | 2 - 1     | Derrota  | Pontoni                                  |
| 14.º  | Vélez Sarsfield         | V         | 0 - 5     | Victoria | Farro (2), Pontoni (2) y De la Mata      |
| 15.º  | Ferro Carril Oeste      | L         | 4 - 2     | Victoria | Silva (2), Pontoni y Mieres en contra    |
| 16.º  | Tigre                   | L         | 2 - 0     | Victoria | Farro (2)                                |
| 17.º  | Independiente           | V         | 1 - 2     | Victoria | Farro y Martino                          |
| 18.º  | Rosario Central         | L         | 7 - 0     | Victoria | Pontoni (2), Silva (3), Farro y Martino  |
| 19.º  | River Plate             | V         | 1 - 1     | Empate   | Martino                                  |
| 20.º  | Lanús                   | L         | 5 - 1     | Victoria | Pontoni, De la Mata, Silva (2) y Farro   |
| 21.º  | Huracán                 | V         | 0 - 2     | Victoria | Farro y Zubieta (pen)                    |
| 22.º  | Atlanta                 | L         | 6 - 1     | Victoria |                                          |
| 23.º  | Chacarita Juniors       | V         | 3 - 4     | Victoria | Martino (3) y Pontoni                    |
| 24.º  | Racing Club             | L         | 5 - 0     | Victoria | Martino (2), De la Mata, Farro y Pontoni |
| 25.º  | Newell's Old Boys       | V         | 2 - 3     | Victoria | Silva , Pontoni y Mieres en contra       |
| 26.º  | Platense                | L         | 5 - 1     | Victoria | Farro (2), Silva, Martino e Imbellone    |
| 27.º  | Estudiantes de La Plata | V         | 2 - 1     | Derrota  | Martino                                  |
| 28.º  | Boca Juniors            | L         | 2 - 2     | Empate   | Martino (2)                              |
| 29.º  | Vélez Sarsfield         | L         | 4 - 1     | Victoria | Pontoni, Silva y Martino (2)             |
| 30.º  | Ferro Carril Oeste      | V         | 1 - 3     | Victoria | Martino, Pontoni y Silva                 |

## Gira por Europa

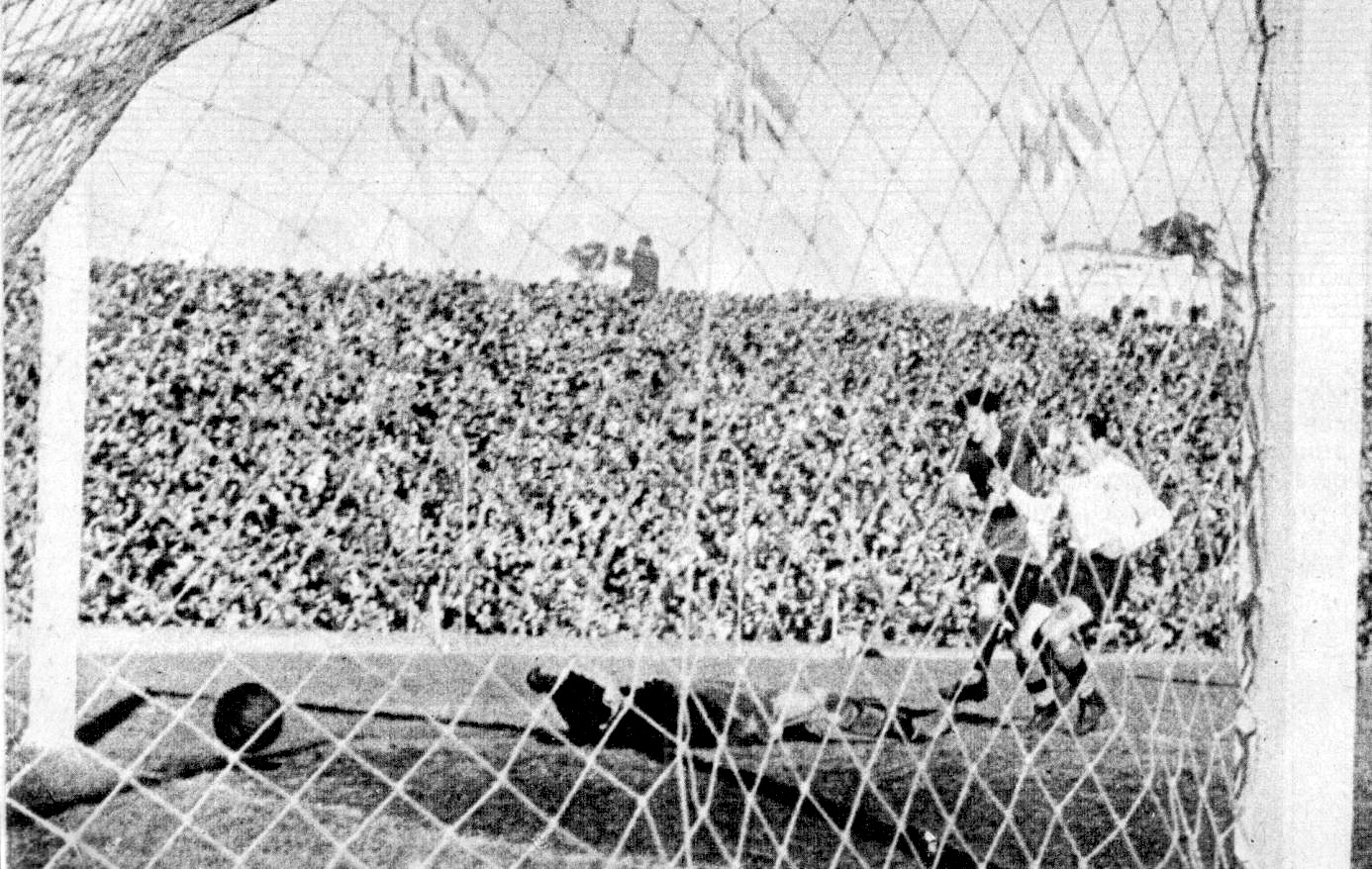
René Pontoni convierte el segundo gol de la victoria por 6 a 1 frente a la.

Luego de finalizar el torneo, el equipo emprendió una gira por España y Portugal que finalizaría el 2 de febrero de 1947. El 23 de diciembre de 1946 debutaba contra el Atlético Aviación club que luego adoptaría su actual nombre: Atlético de Madrid. Ese encuentro finalizó con una goleada por parte de San Lorenzo por 4:1. El 25 de diciembre jugó contra el Real Madrid, pero esta vez cayó en forma contundente por 4:2. El 1 de enero del ’47, en Barcelona, San Lorenzo enfrenta al seleccionado de España en un "Les Corts" (antiguo estadio del club Barcelona) lleno. Los equipos formaban:
- Selección de España: Ramón; Álvaro y Curta; Gonzalbo III, Fabregás y Gonzalbo II; Epi, Arza, Lángara, Herrera y Escudero.
- San Lorenzo: Blazina; Crespi y Basso; Zubieta, Grecco y Colombo; De la Mata, Farro, Pontoni, Martino y Silva.

A los 15 minutos del primer tiempo los españoles se imponían por 2:0 con goles de Herrera a los 12 y Arza a los 14 minutos. Pero a los 34 minutos descuenta René Pontoni, después de una gran jugada. Al minuto vuelve a marcar y con el gol de Rinaldo Martino a los 39 minutos el Ciclón se va al entretiempo ganando 3:2.
Con goles de Escola (6 minutos) y Lángara (24 minutos) España logra dar vuelta el partido y ponerse 4:3. A los 27 minutos otro gol de Martino empata el partido, mientras que dos de Pontoni a los 35 y a los 41 ponían a San Lorenzo en ventaja por 6:4. A los 43 minutos descuenta Epi para los locales, pero un gol de De La Mata a los 44 sellaría el partido. El General Francisco Franco, quedó impresionado por su buen juego y los felicitó.
Según estudiosos del deporte, aquél San Lorenzo, con su estilo de juego frontal y ofensivo, habría significado una ruptura en la historia del fútbol, generando una reforma gradual en la táctica europea imperante y obligando a los equipos a jugar un fútbol precursor del actual fútbol europeo.
| Detalles de la Gira | Detalles de la Gira     | Detalles de la Gira                |
| Ciudad              | Fecha                   | Resultado                          |
| ------------------- | ----------------------- | ---------------------------------- |
| Madrid              | 23 de diciembre de 1946 | Atlético Madrid: 1 San Lorenzo: 4  |
| Madrid              | 25 de diciembre de 1946 | Real Madrid: 4 San Lorenzo: 2      |
| Barcelona           | 1 de enero de 1947      | Selec. Española: 5 San Lorenzo: 7  |
| Bilbao              | 5 de enero de 1947      | Athletic Club: 3 San Lorenzo: 3    |
| Madrid              | 16 de enero de 1947     | Selec. Española: 1 San Lorenzo: 6  |
| Valencia            | 22 de enero de 1947     | Valencia: 1 San Lorenzo: 1         |
| La Coruña           | 26 de enero de 1947     | Dep. La Coruña: 0 San Lorenzo: 0   |
| Oporto              | 31 de enero de 1947     | Porto: 4 San Lorenzo: 9            |
| Lisboa              | 2 de febrero de 1947    | Selec. Portugal: 4 San Lorenzo: 10 |
| Sevilla             | 6 de febrero de 1947    | Sevilla: 5 San Lorenzo: 5          |

| Goleadores           | Goleadores |
| Jugador              | Goles      |
| -------------------- | ---------- |
| Rinaldo Martino      | 17         |
| René Pontoni         | 12         |
| Armando Farro        | 5          |
| Roberto Aballay      | 4          |
| Enrique Silva        | 3          |
| Francisco de la Mata | 2          |
| Ángel Zubieta        | 2          |
| Roberto Alarcón      | 2          |